# Coelogyne incrassata
Coelogyne incrassata är en orkidéart som först beskrevs av Carl Ludwig von Blume och som fick sitt nu gällande namn av John Lindley.
Coelogyne incrassata ingår i släktet Coelogyne och familjen orkidéer.

## Underarter
Arten delas in i följande underarter:
- Coelogyne incrassata incrassata
- Coelogyne incrassata sumatrana
- Coelogyne incrassata valida